# Dompierre-sur-Charente
Dompierre-sur-Charente település Franciaországban, Charente-Maritime megyében. Lakosainak száma 483 fő (2022. január 1.). Dompierre-sur-Charente Chaniers, Chérac, Rouffiac, Saint-Sauvant és Saint-Sever-de-Saintonge községekkel határos.

## Népesség
A település népességének változása:
| Lakosok száma | 381  | 359  | 398  | 438  | 475  | 456  | 458  | 470  | 474  | 483  |
|               | 1968 | 1982 | 1990 | 2006 | 2013 | 2015 | 2017 | 2019 | 2020 | 2022 |